# Rider of the Law
Rider of the Law (Brasil: Expiação ) é um filme norte-americano de 1919, do gênero faroeste, dirigido por John Ford e estrelado por Harry Carey. O filme é presumidamente considerado perdido.

## Elenco
- Harry Carey ... Jim Kyneton
- Vester Pegg ... Nick Kyneton (como Vesta Pegg)
- Ted Brooks ... O garoto
- Joe Harris ... Buck Soutar
- Jack Woods ... Jack West
- Duke R. Lee ... Capitão Saltire (como Duke Lee)
- Gloria Hope ... Betty
- Claire Anderson ... Roseen
- Jennie Lee ... Mãe de Jim